# Zpravodajství (zpravodajské služby)
Zpravodajství je záměrná lidská činnost, která spočívá v utajovaném získávání a zpracovávání cizích utajených informací. Zpravodajstvím se tedy rozumí nejen jejich získávání, ale i analýza a vytvoření uceleného výstupu v podobě zpravodajského hlášení. Výkonem této činnosti se zabývají zpravodajské služby.
Pro efektivní výkon státní moci a rozhodovací proces jsou především nutné informace. Každý stát má právo a povinnost získávat informace důležité pro národní bezpečnost a ochranu svého zřízení. Protivník státu (cizí moc, teroristická či zločinecká organizace nebo subverzní organizace) své informace obvykle utajuje a není možné se k nim dostat jinými než zpravodajskými metodami.

## Historie

### Vývoj výrazu
Výraz zpravodajství vznikl překladem anglického výrazu Intelligence (z latinského intelligere – rozumět, chápat). Samotný překlad je zároveň používán i pro zpravodajství jako jednu z činností v oblasti žurnalistiky (v angličtině požívané News). Samotný výraz zpravodajství v oblasti civilních zpravodajských služeb je výraz novější; v minulých desetiletích se do češtiny prosadil spíše rusismus rozvědka (ze slova razvědnyj). Spojení Zpravodajská služba bylo požíváno spíše ve vojenské oblasti.

## Chápání výrazu
Zpravodajství je zastřešující název pro souhrn činností vyvíjených zpravodajskými službami. V širším pojetí je chápáno jako utajované získávání informací, ale i jejich zpracování a interpretace jsou utajené (informace se mnohdy získávají i z otevřených zdrojů, např. médií, výsledná analýza ovšem již utajená je).
Samotné zpravodajství je provozováno dvěma hlavními představiteli zpravodajských služeb:
- ofenzivní (též výzvědnou, špionážní) zpravodajskou službou
- obrannou (též bezpečnostní, kontrašpionážní) zpravodajskou službou

Kromě těchto dvou základních složek existuje ještě sběr informací na tzv. taktické úrovni, což je utajený sběr informací prováděný na území vlastního státu, např. utajeným pronikáním do kriminálně zaměřených skupin.

## Proces zpravodajství
Náplní zpravodajství je zpravodajská činnost. Její součástí jsou:
- Sběr, uložení a utřídění (tzv. surových) informací
- Analýza (tzv. surových) informací
- Výstup v podobě vyhodnoceného zpravodajského poznatku

### Sběr, uložení a utřídění informací
Do procesu zpravodajství vstupuje velké (mnohdy až nadbytečné) množství informací, jen malá část z nich je užitečná. Pracuje se s informacemi libovolného formátu. U získaných informací dochází k uložení (t.j. seskupení vzájemně souvisejících informací).

### Analýza
V této fázi jsou získané informace přezkoumávány a je zjišťována jejich užitečnost pro další využití. Zároveň se zkoumá důvěryhodnost zdroje a hodnověrnost informace (tzv. zhodnocení). Informace je porovnávána s informacemi již známými z jiných zdrojů. Dále jsou jejich kombinováním vytvářeny modely vhodné pro tvorbu zpravodajských informací.

### Výstup v podobě vyhodnoceného zpravodajského poznatku
Produktem zpravodajství je zpravodajská informace, což je taková informace, která se dá těžko získat a je chráněná a která je nutná pro rozhodovací proces představitelů (státu). Tato informace se oprávněným příjemcům předává ve formě výstupní zprávy.

## Metody sběru informací
Metody získávání informací se dělí podle metody, zdroje či nástroje sběru na:
- HUMINT (Human Intelligence) – Zpravodajství lidských zdrojů - Shromažďování zpravodajských informací prostřednictvím mezilidského kontaktu, včetně rozhovorů, výslechů a sledování.
- OSINT (Open Source Intelligence) – Zpravodajství z otevřených zdrojů - sběr a analýza veřejně dostupných informací ze zdrojů, jako je internet, noviny a akademické časopisy.
- SIGINT (Signal Intelligence) – Signálové zpravodajství - Zejména sběr a analýza elektronických signálů a komunikací.
- IMINT (Imagery Intelligence) – Obrazové zpravodajství - Zejména analyzování a zkoumání z fotografií, satelitních snímků, nebo videí.
- LIAISON – Spolupráce zpravodajských služeb na mezinárodní úrovni.
- MASINT (Measurement and Signature Intelligence) - Zpravodajství měření a signatur - sběr a analýza dat z technických senzorů, jako jsou radary a infračervené záření, za účelem detekce, sledování a identifikace objektů.
- GEOINT (Geospatial Intelligence) – Geoprostorové zpravodajství - shromažďování a analýza obrazových a geoprostorových dat s cílem poskytnout vizuální zobrazení bojiště a dalších zájmových oblastí.
- CI (Counterintelligence) – Kontrarozvědka - Shromažďování a analýza informací za účelem ochrany před špionáží, sabotáží a dalšími zpravodajskými aktivitami cizích mocností nebo organizací.
- FININT (Financial Intelligence) – Finanční zpravodajství - Shromažďování a analýza finančních údajů za účelem odhalování a vyšetřování nezákonných finančních aktivit, jako je praní špinavých peněz, financování terorismu a podvody.
- CTI - (Cyber threat Intelligence) - Kybernetické zpravodajství - sběr a analýza informací z internetu a dalších digitálních sítí za účelem ochrany před kybernetickými hrozbami a shromažďování zpravodajských informací o kybernetických aktivitách cizích států.
- TECHINT - (Technical Intelligence) - Technické zpravodajství - sběr a analýza informací o zahraničních zbraňových systémech, vybavení a technologiích.
- ASINT - ( All-Source Intelligence) - Všezdrojové zpravodajství - Integrace a analýza informací z více zdrojů, včetně HUMINT, IMINT, SIGINT, MASINT a OSINT, s cílem poskytnout komplexní porozumění situaci nebo problému.
- PSYCHINT - (Psychologic Intelligence) - Psychologické zpravodajství - Sběr a analýza informací o psychologickém stavu, záměrech a schopnostech jednotlivců, skupin a organizací.

## Zpravodajská technika
Použití zpravodajské techniky se dělí na:
- Techniku užívanou pro získávání informací (technika pro záznam zvuku, obrazu, dat či přístroje registrující vyzařování)
- Techniku pro zpravodajskou komunikaci (vysílačky, telefony, šifrovací přístroje, zařízení pro elektronický přenos dat)
- Techniku pro analýzu (počítače)
- Techniku pro nelegální operace (trhaviny, zbraně či maskované pomůcky k témuž účelu, např. otrávené hroty atd.)

## Rozvědky jednotlivých států

### Historické
- za socialismu byla československou rozvědkou I. správa SNB. Rozvědná škola KGB pro československou rozvědku se nacházela v malé vesničce Němčinovka, asi hodinu autem od Moskvy.[1]

## Současné
Česká republika má v současné době (2023) celkem 3 zpravodajské služby.
Jedná se o 
- Úřad pro zahraniční styky a informace (ÚZSI, civilní rozvědka = primární využití je rozvědná činnost se zaměřením na hrozby z vně státu)
- Bezpečnostní informační služba (BIS, kontrarozvědka = primární využití je kontrarozvědná činnost se zaměřením na hrozby uvnitř státu)
- Vojenské zpravodajství (VZ,  Vojenská zpravodajská služba = primární využití jsou vojenské hrozby)